# 山中浩史
山中 浩史（やまなか ひろふみ、1985年9月9日 - ）は、熊本県天草市出身の元プロ野球選手（投手）。右投右打。

## 経歴

### プロ入り前
6歳年上の兄の影響で小学校3年生からソフトボールを始めると、新和中学校では軟式野球部に所属。当時はサイドスローだった。実家が和式便所でそれが足首の柔軟さに繋がっていると話している。
熊本市立必由館高等学校へ進学後、アンダースローへ転向した。エースナンバーを背負った3年の時には、第85回全国選手権に出場したが、故障の影響で熊本大会から登板の機会が少なかった。全国大会では、光星学院高校との初戦に救援で2イニングを無失点に抑えたが、チームは3対6というスコアで敗れた。
九州東海大学（現・東海大学九州キャンパス）へ進学後、3年の時にエースとして、九州地区大学野球トーナメントでのチームの春秋制覇に貢献。3年春の第55回全日本大学野球選手権で、1回戦の東北学院大学戦では10安打を浴び5失点ながらも岸孝之に投げ勝ち完投勝利を挙げている。2回戦では近畿大学を8安打4失点に抑えたが大隣憲司に完封され0-4で敗退。秋は明治神宮大会代表決定トーナメントで準決勝から登場し1失点完投したが地区決勝で勝った古川秀一（日本文理大）に完封負け。
大学卒業後に本田技研工業に入社。地元のHonda熊本硬式野球部に所属。1年目から先発、抑えとして活躍。1年目の時にスポニチ大会で東京ガス相手に2失点完投勝利。2年目は都市対抗予選全4試合に抑えとして登板。12.1回1失点（自責0）の働きで6年ぶりの東京ドーム進出に貢献。第80回都市対抗野球大会では3試合8.1回を投げ無失点投球で16強入りに導いた。9月には日本代表に選出され第38回IBAFワールドカップに出場。国際大会で下手投げの強みを発揮、予選ラウンドで敗退となったチームにあって4試合7.2回16奪三振1失点の快投を見せている。第39回IBAFワールドカップも2大会連続で日本代表に選出された。

27歳で迎えた2012年度NPBドラフト会議で、地元球団の福岡ソフトバンクホークスから6巡目指名を受け、契約金3,000万円、年俸1,200万円（金額は推定）という条件で入団。背番号は39。なお、指名の直後には、Honda熊本で同僚だった女性と結婚。

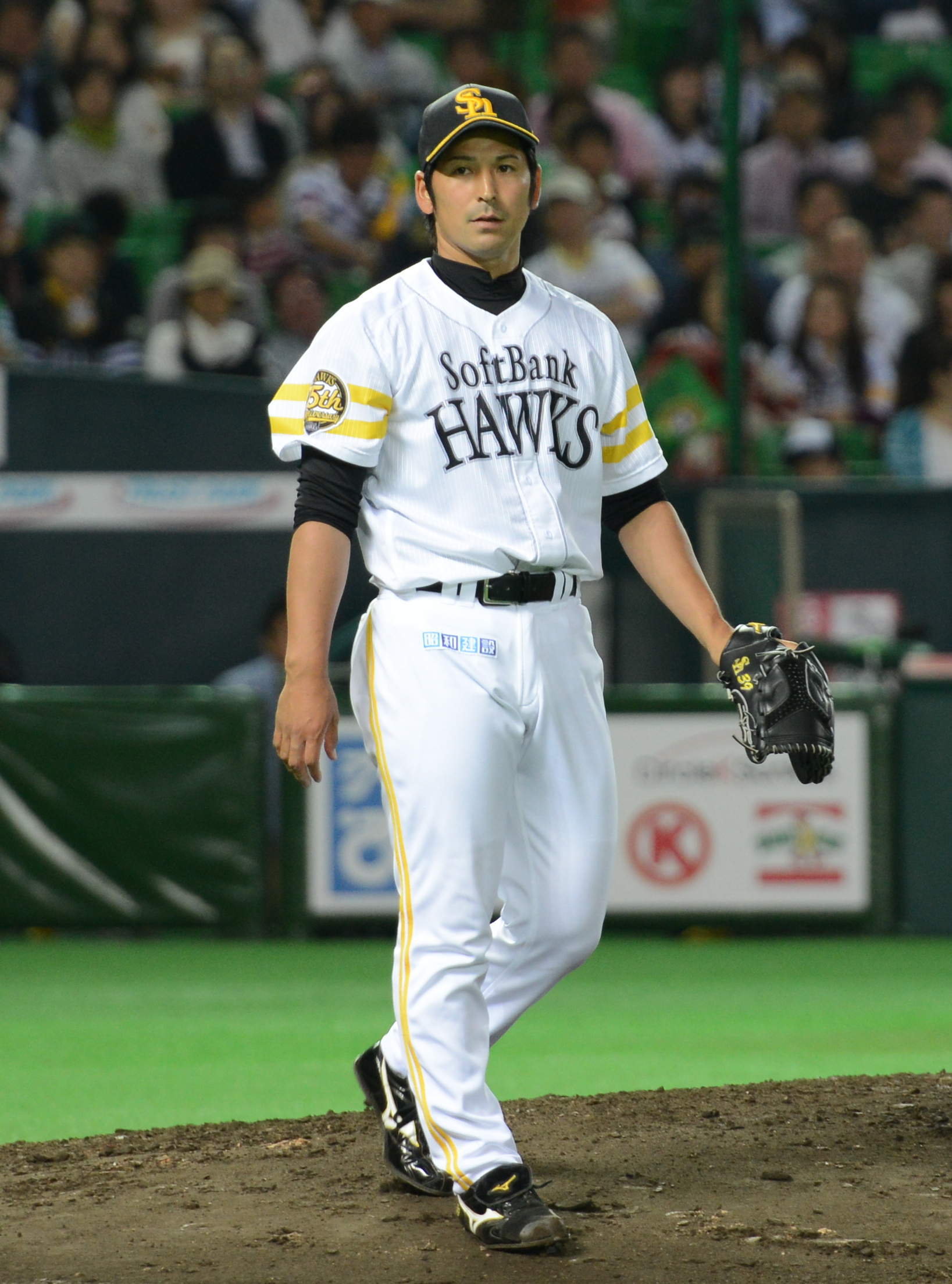
ソフトバンク時代（2013年5月21日 福岡ヤフオク!ドーム）

### ソフトバンク時代
2013年には、春季キャンプやオープン戦での好成績を背景に、公式戦の開幕から一軍の先発陣に食い込んだ。一軍公式戦では0勝2敗、防御率5.52という成績にとどまったが、ウエスタン・リーグ公式戦では10勝を挙げて、最多勝利のタイトルを獲得した。
2014年には、6月8日の対阪神タイガース戦（阪神甲子園球場）で、2番手投手としてシーズン初の一軍マウンドに臨んだ。しかし、3回2失点という内容で交代すると、東京ヤクルトスワローズへ移籍するまで一軍公式戦の登板機会がなかった。

### ヤクルト時代
2014年レギュラーシーズン中の7月20日に、川島慶三・日高亮との交換トレードで、新垣渚と共にヤクルトへ移籍。背番号は68で、移籍発表の5日後（7月25日）には、対横浜DeNAベイスターズ戦（明治神宮野球場）8回表無死から、4番手投手として移籍後初めての一軍公式戦登板を果たした。その後も7試合に登板したが、勝敗とも付かず、通算投球回数10回2/3で4本塁打を浴びた。この年の秋季キャンプで投手コーチ・高津臣吾よりアンダースローの本格的な指導を受けたことで、翌シーズンからの飛躍につながった。それ以前は指導者がおらず、独学だった。
2015年には、6月12日の対埼玉西武ライオンズ戦（西武プリンスドーム）でシーズン初の一軍公式戦登板。自身と同じアンダースローである牧田和久と先発で投げ合い、6回3失点という内容で一軍でのプロ初勝利を挙げた。以降もローテーションの谷間での先発登板で好投を続け、8月からはローテーションの一角に定着。8月11日の対広島東洋カープ戦（MAZDA Zoom-Zoom スタジアム広島）では、前述のシーズン初勝利からの6連勝を、一軍では自身初の完封で成し遂げた。ヤクルトの投手による一軍公式戦シーズン初登板からの6連勝は、国鉄スワローズ時代の1958年に金田正一が9連勝を達成したことに次ぐ連勝記録である。しかし、8月18日の対横浜DeNAベイスターズ戦（横浜スタジアム）で1失点ながら7回裏の途中に降板すると、右大胸筋の肉離れが判明。この試合では自身に勝敗が付かなかったものの、翌8月19日に出場選手登録を抹消された。9月20日の対阪神戦（甲子園）で、先発投手として一軍復帰を果たしたが、5点を失って2回裏の途中に降板。そのまま敗戦投手になったため、自身の連勝は6で止まった。レギュラーシーズン全体では、一軍公式戦で先発投手として6勝2敗を記録し、チームのセントラル・リーグ優勝へ貢献。チームはクライマックスシリーズと日本シリーズへ進出したが、山中の登板機会はなかった。
2016年には、シーズン初の一軍マウンドであった4月20日の対阪神戦で勝利投手となった。その後は2度の出場選手登録抹消をはさみながら一軍の先発ローテーションへ定着。阪神打線とは特に相性が良く、6試合の登板で3勝1敗、防御率1.49という好成績を残した。高校の後輩・岩貞祐太と初めて投げ合った8月28日の阪神戦（いずれも甲子園）では、1回裏に1点を失っただけの9回完投によって、同カードでの自身3連勝と2試合連続完投勝利を達成している。しかし、リーグ優勝を果たした広島との対戦で4戦全敗、防御率7.91を記録するなど、カードごとの対戦成績に極端な差が見られた。一軍公式戦全体では、オール先発で自己最多の22試合に登板。通算で6勝を挙げたものの、能見篤史と共にリーグ最多の12敗を喫した。シーズン終了後の契約交渉では先発ローテーションに定着したことを評価され、2,000万円増の4,100万円でサインした。また、背番号の変更を打診されるも「68を良い番号と言われるようにしたい」という思いから固辞している。
2017年には、オープン戦での通算防御率1.13と好調だったことを背景に、公式戦の開幕から一軍の先発ローテーションに組み込まれた。シーズン初登板から8試合連続で白星に見放されたものの、7月28日の対中日ドラゴンズ戦（神宮）で、シーズン初勝利を完投で記録した。一軍公式戦全体には先発だけで13試合に登板したが、2勝6敗で、防御率（5.14）も前年の3.54から大幅に悪化。
2018年には、前年に続いて、レギュラーシーズンを一軍でスタート。序盤戦では、一軍公式戦での先発が1試合だけで、救援登板や二軍での再調整も経験した。後半戦では、相性の良い甲子園球場での対阪神戦（甲子園）で、8月30日と9月15日に2試合連続の先発勝利をマーク。一軍公式戦全体では11試合の登板で2勝1ホールド、防御率3.62という成績を残したが、シーズン終了後の契約交渉では、推定年俸2,600万円（前年から約20%減）という条件で契約を更改した。
2019年は開幕1軍を逃したが、5月30日に中継ぎ要員として一軍へ昇格。7月21日の対阪神戦（甲子園）でシーズン初の先発マウンドを任されたが、一軍公式戦では5年振りに白星を挙げられず、通算の登板数も4試合にとどまった。
2020年には、石川雅規とアルバート・スアレスが出場選手登録を抹消されたことに伴って8月2日の対中日戦（ナゴヤドーム）に先発投手として一軍公式戦でのシーズン初登板を果たすと、勝敗は付かなかったものの8回を4被安打無失点と好投。同月16日の対DeNA戦（神宮）で2シーズン振りの勝利を挙げた。一軍公式戦にはオール先発で6試合に登板したが、1勝2敗という成績で、レギュラーシーズン最終盤の11月2日に球団から戦力外通告。11月16日に、現役を引退することを表明した。

#### 現役引退後
「ソフトバンクで実績を残せなかった自分を（交換トレードで）拾ってくれたヤクルトには感謝しかなく、野球への悔いもない」とのことで、一般企業での再出発を希望し、ヤクルト本社の営業部で勤務している。

## 選手としての特徴
アンダースローから繰り出す最速133km/hのストレートと、スライダー・カーブ・シンカーが持ち味。主にストレートとカーブを軸に投球を組み立てる。
先発もロングリリーフもこなせるサブマリンとして、重宝された。
現役時代に一軍公式戦で記録した17勝は、いずれもヤクルトへの移籍後にマーク。阪神戦で通算7勝、甲子園球場での阪神主催試合だけで5勝を挙げるなど、阪神打線との相性がとりわけ良いことで知られた。

## 詳細情報

### 年度別投手成績
| 年 度    | 球 団        | 登 板 | 先 発 | 完 投 | 完 封 | 無 四 球 | 勝 利 | 敗 戦 | セ 丨 ブ | ホ 丨 ル ド | 勝 率 | 打 者 | 投 球 回 | 被 安 打 | 被 本 塁 打 | 与 四 球 | 敬 遠 | 与 死 球 | 奪 三 振 | 暴 投 | ボ 丨 ク | 失 点 | 自 責 点 | 防 御 率 | W H I P |
| -------- | ------------ | ----- | ----- | ----- | ----- | -------- | ----- | ----- | -------- | ----------- | ----- | ----- | -------- | -------- | ----------- | -------- | ----- | -------- | -------- | ----- | -------- | ----- | -------- | -------- | ------- |
| 2013     | ソフトバンク | 17    | 2     | 0     | 0     | 0        | 0     | 2     | 0        | 1           | .000  | 136   | 29.1     | 43       | 1           | 12       | 0     | 0        | 11       | 2     | 0        | 19    | 18       | 5.52     | 1.88    |
| 2014     | ソフトバンク | 1     | 0     | 0     | 0     | 0        | 0     | 0     | 0        | 0           | ----  | 13    | 3.0      | 4        | 0           | 0        | 0     | 0        | 1        | 0     | 0        | 2     | 2        | 6.00     | 1.33    |
| 2014     | ヤクルト     | 9     | 0     | 0     | 0     | 0        | 0     | 0     | 0        | 0           | ----  | 52    | 10.2     | 17       | 4           | 4        | 1     | 0        | 7        | 1     | 0        | 8     | 8        | 6.75     | 1.88    |
| '14計    | ヤクルト     | 10    | 0     | 0     | 0     | 0        | 0     | 0     | 0        | 0           | ----  | 65    | 13.2     | 21       | 4           | 4        | 1     | 0        | 8        | 1     | 0        | 10    | 10       | 6.62     | 1.76    |
| 2015     | ヤクルト     | 9     | 9     | 1     | 1     | 0        | 6     | 2     | 0        | 0           | .750  | 210   | 50.0     | 54       | 5           | 7        | 0     | 5        | 20       | 0     | 0        | 21    | 18       | 3.24     | 1.22    |
| 2016     | ヤクルト     | 22    | 22    | 3     | 1     | 2        | 6     | 12    | 0        | 0           | .333  | 578   | 140.0    | 140      | 17          | 20       | 2     | 9        | 54       | 1     | 0        | 56    | 55       | 3.54     | 1.13    |
| 2017     | ヤクルト     | 13    | 13    | 1     | 0     | 0        | 2     | 6     | 0        | 0           | .250  | 333   | 75.1     | 91       | 11          | 17       | 1     | 4        | 29       | 0     | 0        | 45    | 43       | 5.14     | 1.43    |
| 2018     | ヤクルト     | 11    | 5     | 0     | 0     | 0        | 2     | 0     | 0        | 1           | 1.000 | 163   | 37.1     | 43       | 2           | 10       | 1     | 2        | 20       | 0     | 0        | 18    | 15       | 3.62     | 1.42    |
| 2019     | ヤクルト     | 4     | 1     | 0     | 0     | 0        | 0     | 2     | 0        | 0           | .000  | 41    | 9.2      | 10       | 2           | 2        | 0     | 1        | 5        | 0     | 0        | 8     | 8        | 7.45     | 1.24    |
| 2020     | ヤクルト     | 6     | 6     | 0     | 0     | 0        | 1     | 2     | 0        | 0           | .333  | 125   | 29.1     | 31       | 3           | 8        | 0     | 0        | 16       | 0     | 0        | 18    | 18       | 5.52     | 1.33    |
| NPB：8年 | NPB：8年     | 92    | 58    | 5     | 2     | 2        | 17    | 26    | 0        | 2           | .395  | 1651  | 384.2    | 433      | 45          | 80       | 5     | 21       | 163      | 4     | 0        | 195   | 185      | 4.33     | 1.33    |

- 2020年度シーズン終了時
- 各年度の太字はリーグ最高

### 記録
投手記録
- 初登板・初先発：2013年4月3日、対埼玉西武ライオンズ2回戦（西武ドーム）、3回1/3を4失点で敗戦投手
- 初奪三振：同上、2回裏にエステバン・ヘルマンから空振り三振
- 初ホールド：2013年6月9日、対中日ドラゴンズ4回戦（ナゴヤドーム）、5回裏に2番手で救援登板、2回無失点
- 初勝利・初先発勝利：2015年6月12日、対埼玉西武ライオンズ1回戦（西武プリンスドーム）、6回3失点
- 初完投・初完投勝利・初完封勝利：2015年8月11日、対広島東洋カープ16回戦（MAZDA Zoom-Zoom スタジアム広島）

打撃記録
- 初安打・初打点：2015年7月2日、対阪神タイガース13回戦（明治神宮野球場）、2回裏に能見篤史から中前適時打

### 背番号
- 39 （2013年 - 2014年途中）
- 68 （2014年途中 - 2020年）

### 登場曲
- 「サンキュー!!」HOME MADE 家族（2013年 - 2014年）
- 「花唄」TOKIO（2014年 - 2015年）
- 「Subconscious」Julia Claris（2016年 - 2017年）
- 「HIGH ENERGY」Julia Claris（2018年）
- 「LOVE & ENERGY～棚橋弘至のテーマ」NJPW（2019年 - ）